# Ursula Lötzer

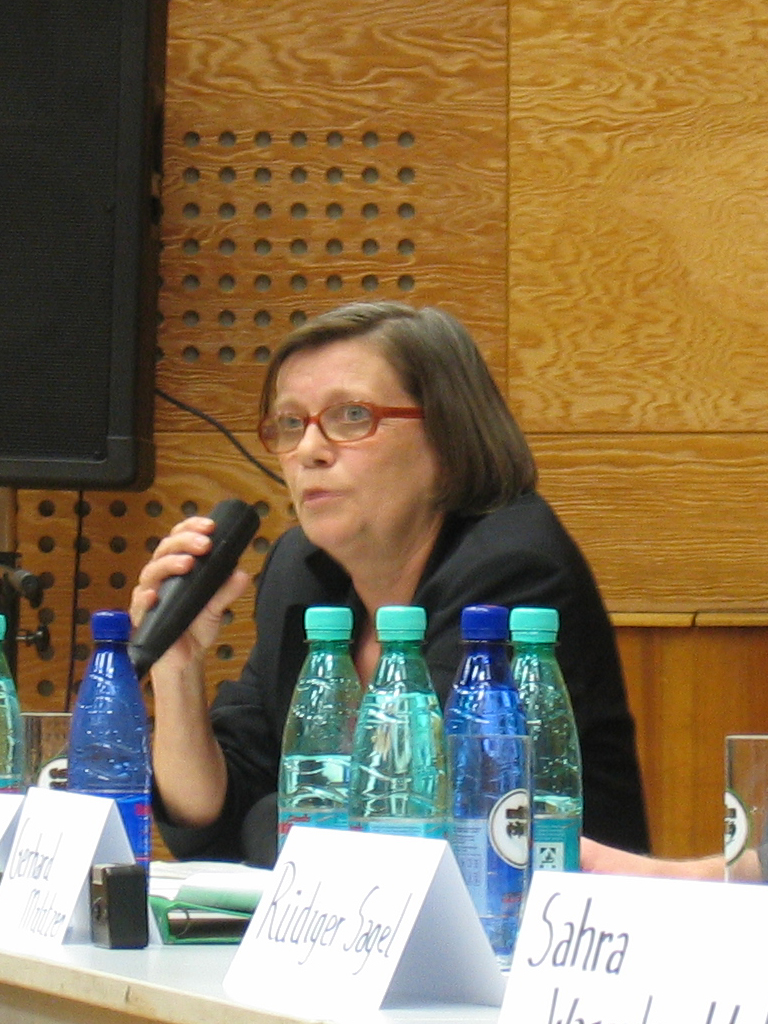
Ulla Lötzer während einer Veranstaltung in Köln-Mülheim, April 2008

Ursula Cornelia „Ulla“ Lötzer geb. Bothe (* 5. März 1950 in Essen) ist eine deutsche Politikerin (Die Linke).

## Leben und Beruf
Nach der Mittleren Reife machte Ursula Lötzer eine Lehre zur Buchhändlerin. Später erwarb sie auf dem Zweiten Bildungsweg die Fachhochschulreife und absolvierte ein FH-Studium der Informatik. Anschließend war sie über mehrere Jahre als Systemprogrammiererin, Systemanalytikerin und Projektmanagerin bei einer Unternehmensberatung tätig.
Von 1991 bis 1998 war Ursula Lötzer als Abteilungsleiterin bei der Gewerkschaft Handel, Banken und Versicherungen und von 2002 bis 2005 als Gewerkschaftssekretärin bei ver.di in Köln tätig.
Ursula Lötzer ist geschieden und hat ein Kind. Des Weiteren ist sie Mitglied im Wissenschaftlichen Beirat von Attac.

## Partei
In den 1970er Jahren war Ursula Lötzer im Kommunistischen Bund Westdeutschland aktiv. 1992 wurde sie Mitglied der PDS, nach dem Zusammenschluss mit der WASG zur Partei Die Linke ist sie Mitglied der Linken. Sie gehört zum Leitungskreis des innerparteilichen Netzwerkes „Sozialistische Linke“.

## Abgeordnete
Von 1998 bis 2002 und erneut von 2005 bis 2013 war sie Mitglied des Deutschen Bundestages. Hier war sie stellvertretende Vorsitzende der Linksfraktion, Sprecherin für Internationale Wirtschaftspolitik und Globalisierung, Gewerkschaftspolitische Sprecherin und Obfrau ihrer Fraktion im Ausschuss für Wirtschaft und Technologie.
Ursula Lötzer ist stets über die Landesliste Nordrhein-Westfalen in den Bundestag eingezogen. Zur Bundestagswahl 2013 trat sie nicht wieder an.